# アクサイ・カザフ族自治県
アクサイ・カザフ族自治県（アクサイ-カザフぞく-じちけん）は、中華人民共和国甘粛省酒泉市に位置する自治県。甘粛省・青海省・新疆ウイグル自治区との境界部に位置する。自治県人民政府の所在地は紅柳湾鎮。

## 歴史
1954年にアクサイ・カザフ族自治区として成立、1955年に自治県に改編される。

## 行政区画
1鎮、3郷を管轄：
- 鎮：紅柳湾鎮
- 郷：阿克旗郷、阿勒騰郷、阿伊納郷

## 産業
中国の三大石綿生産地域であり、現在までに確認された埋蔵量は4,500万トン、中国全土の埋蔵量の55%を占める。現在の年間生産量は20万トン、中国での生産量の50%以上を占めている。
石綿以外の主産業は牧畜業であり、全住民の80%が従事している。拡大する牧畜業に対し牧草地の管理を強化するなどの牧畜資源の保護にも力が入れられている。

## 教育
旧来は漢族子弟を対象とする小学校、中学校とカザフ族を中心とする少数民族子弟を対象とする民族小学校、民族中学校が並立していたが、既に両学校を統合、更に小中学校を統合した校舎が建設され、併設する幼稚園をあわせ15年間の無料教育を実現している。しかし高校以上の教育機関は整備されておらず、進学する学生は敦煌市・酒泉市等の近隣都市への学校へ進学している。